# Лысцевский сельсовет (Волоколамский район)
Лысцевский сельсовет — упразднённая административно-территориальная единица, существовавшая на территории Московской губернии и Московской области до 1954 года.
Лысцевский сельсовет возник в первые годы советской власти. По состоянию на 1921 год он входил в Аннинскую волость Волоколамского уезда Московской губернии.
По данным 1926 года в состав сельсовета входил 1 населённый пункт — Лысцево.
В 1929 году Лысцевский с/с был отнесён к Волоколамскому району Московского округа Московской области.
17 июля 1939 года к Лысцевскому с/с были присоединены Рождественский (селения Мыканино, Рождествено и Ядрово) и Шишкинский (селения Амельфино и Шишкино) с/с. В состав Лысцевского с/с вошли селения Амельфино, Лысцево, Мыканино, Рождествено, Шишкино и Ядрово.
4 января 1952 года селение Ядрово было передано из Лысцевского с/с в Ченецкий. В состав Лысцевского с/с вошли селения Амельфино, Лысцево, Мыканино, Рождествено и Шишкино.
14 июня 1954 года Лысцевский с/с был упразднён. При этом его территория (селения Амельфино, Лысцево, Мыканино, Рождествено и Шишкино) была передана в Ченецкий с/с.